# Al Porcino
Al Porcino (* 14. Mai 1925 in New York City; † 31. Dezember 2013 in München) war ein US-amerikanischer Jazztrompeter und Bandleader.

## Leben
Porcino arbeitete seit Mitte der 1940er-Jahre mit Musikern wie Louis Prima, Tommy Dorsey, Jerry Wald, Georgie Auld, Gene Krupa (1946–47), Chubby Jackson und Stan Kenton (1947–48 und 1954–55). Dreimal (1946, 1949–50 und 1954) gehörte er den Bands von Woody Herman an. In den 1950er Jahren arbeitete er außerdem mit Pete Rugolo, Count Basie, Elliot Lawrence und Charlie Barnet.
1957 ging er nach Los Angeles, wo er vorwiegend als Studiomusiker (u. a. für Frank Sinatra) arbeitete, daneben aber auch (1959–62) der Terry Gibbs Dream Band angehörte. 1968 trat er mit Buddy Rich auf, 1969–70 gehörte er dem Thad Jones/Mel Lewis Orchestra an. Seit Mitte der 1970er-Jahre leitete er auch eigene Bands; seit 1977 lebte er in München. Er trat regelmäßig mit seiner Bigband im Jazzclub Unterfahrt auf. 2004 hat er den Schweizer Bandleader und Trompeter Dani Felber als Solist in die Unterfahrt geholt. Als Gegeneinladung feiert Al seinen 80. Geburtstag im Jazz Club Chur 2005 als Bandleader der Dani Felber Big Band.

## Diskographische Hinweise
- In Oblivion mit Tom Boras, Al Cohn, Larry Farrell, Don Hahn, Tardo Hammer, Gary Klein, Gerry Lafurn, Mel Lewis, Mike Migliore, John Mosca, Dick Oatts, Richard Perry, Joe Randazzo, Roger Rhodes, 1986
- Live!, 2005

## Belege
1. ↑  Traueranzeige in Süddeutsche Zeitung (abgerufen am 5. Januar 2014)
2. ↑  Nachruf bei der Jazzzeitung (abgerufen am 30. Dezember 2015)

| Personendaten    | Personendaten                                       |
| ---------------- | --------------------------------------------------- |
| NAME             | Porcino, Al                                         |
| KURZBESCHREIBUNG | US-amerikanischer Jazztrompeter und Orchesterleiter |
| GEBURTSDATUM     | 14. Mai 1925                                        |
| GEBURTSORT       | New York City                                       |
| STERBEDATUM      | 31. Dezember 2013                                   |
| STERBEORT        | München                                             |